# Anne Laird
Anne Laird (* 20. Mai 1970 in Edinburgh) ist eine schottische Curlerin. 

## Leben
Laird gewann als Lead der schottischen Mannschaft die Curling-Weltmeisterschaft der Damen 2002 in Bismarck (North Dakota). 
Sie ersetzte kurzfristig Karen Addison als Alternate der britischen Curling-Mannschaft für die Olympischen Winterspiele 2010, nachdem Addison sich etwa einen Monat vor Beginn des Turniers aus dem Team zurückzogen hatte. Die Mannschaft belegte den siebten Platz.
Laird gewann am 28. März 2010 mit dem schottischen Team um Skip Eve Muirhead die Silbermedaille bei der Curling-Weltmeisterschaft. Im kanadischen Swift Current verlor die Mannschaft im Finale gegen das Team Deutschland um Skip Andrea Schöpp mit 6:8 Steinen nach Zusatzend.